# Organización para Estudios Tropicales
La Organización para Estudios Tropicales (OET) (Inglés: Organization for Tropical Studies) es una red de estaciones de investigación ecológica ubicada en San Pedro de Montes de Oca, Costa Rica fundada en 1963.

## Historia
La OET es un consorcio sin fines de lucro conformado por 63 universidades de Estados Unidos, Iberoamérica y Australia. Las estaciones biológicas ofrecen una variedad de cursos en español e inglés para estudiantes de secundaria, universitarios y estudiantes de pre y posgrado, principalmente de doctorado. Las estaciones también aceptan un número restringido de turistas para realizar ecoturismo, y existe una gran demanda de ecoturistas dedicados a la observación de pájaros (birdwatching). La mayoría de los cursos e investigación realizada en las estaciones de la OET se enfocan a la ecología tropical, y sus tres estaciones biológicas de investigación se ubican en diferentes ecozonas.
Junto con la Estación Biológica Cocha Cashu en Perú, y el Instituto Smithsoniano de Investigación Tropical en la isla de Barro Colorado en Panamá, las tres estaciones de investigación de la OET,y La Selva en particular, ofrecen unos de los sitios más importantes y productivos para la investigación original en ecología neotropical. En 1985, la OET recibió el "John and Alice Tyler Prize" por "sus logros en conservación ambiental y su importante contribución a la investigación tropical, el entrenamiento de profesionales y la conservación". En 1999, la Sociedad Ecológica de los Estadios Unidos le otorgó un reconocimiento especial por su "significativa y meritoria contribución a la educación de científicos, educadores y legisladores". 

## Estaciones
Las estaciones de investigación de la OET incluyen:
- Estación Biológica La Selva: bosque tropical húmedo de tierras bajas. Es considerado uno de los mejores sitios de ecoturismo geniuno en el mundo.[1] Se ubica en las llanuras del Caribe, al lado norte del Parque Nacional Braulio Carrillo.
- Estación Biológica Palo Verde: bosque tropical seco. Se ubica en las llanuras noroeste del Pacífico, en el centro del Parque Nacional Palo Verde
- Estación Biológica Las Cruces: bosque tropical húmedo de altura (incluye bosque nuboso) y el Jardín Botánico Wilson. Se ubican en el Sur de Costa Rica, y la estación es parte de la Reserva Biológica La Amistad.